# Ramón Fernández Luna
Ramón Fernández-Luna Aguilera (Almadén, Ciudad Real, 30 de noviembre de 1867 - Madrid, 2 de marzo de 1929) fue un policía español, uno de los primeros en introducir técnicas modernas de investigación policial en España. Fue muy conocido en su época, aclamado como el «Sherlock Holmes español» por los periódicos y llamado Don Ramón como muestra de respeto entre los golfillos y hampones. Su figura ha obtenido con el tiempo una estatura casi legendaria en la policía española.

## Primeros años
El interés de Fernández-Luna por la investigación se manifestó desde su infancia, cuando salía en la madrugada a investigar la fábrica de harinas del pueblo, de la que se decía que había fantasmas. A los quince años se trasladó a Madrid, donde acabó sus estudios.
Pronto comenzaría a trabajar en la Administración de loterías. Con 20 años fue empleado como escribiente en el Gobierno civil y finalmente fue nombrado secretario de Delegación gracias a su tío Alberto Aguilera. En 1894 se casó con Laura Montes en Almadenejos (Ciudad Real); no tuvieron hijos.

## Carrera como policía
Tras la desaparición de las delegaciones ingresó en el Cuerpo de Vigilancia, uno de los orígenes del Cuerpo Nacional de Policía, donde pronto destacó por su forma singular de realizar sus investigaciones. Consiguió el favor de José Millán Astray, a la sazón Comisario General de la Policía de Madrid, y para 1907 ya era Jefe de Comisaría de la comisaría del distrito del Hospital, el único que lo era como Inspector de 1ª clase y no como comisario.
Durante esta época perfeccionó su trabajo como detective y aplicó de forma práctica las enseñanzas de Federico Olóriz Aguilera, siendo uno de los introductores de los métodos modernos de investigación policial, entre ellos, el detallado estudio del lugar del crimen —incluyendo la fotografía—, la dactiloscopía y su famoso fichero de delincuentes. El «fichero de delincuentes» de Fernández-Luna seguía una metodología propia, en la que incluía en letra pequeña y abigarrada todas las informaciones importantes sobre los delincuentes. Fernández-Luna, un excelente conocedor de los bajos fondos de Madrid, tampoco rehuía métodos más comunes, como el uso de disfraces para pasar desapercibido.
En 1912 creó y organizó la primera Brigada de Investigación Criminal, de la que se convirtió en jefe. Un año después lo ascendieron a comisario. A mediados de 1919 sufrió un traslado forzoso a Barcelona por orden del Ministro de gobernación Manuel de Burgos y Mazo. Como consecuencia pidió la excedencia y comenzó a trabajar como detective privado. En 1921 aceptó un trabajo como Comisario de 1ª en Cuerpo de Vigilancia en Barcelona, donde llegó a ser Comisario General interino. En alguna ocasión se desplazó a Zaragoza y Bilbao para apoyar a las policías locales.

### El caso de «el Fantasma»

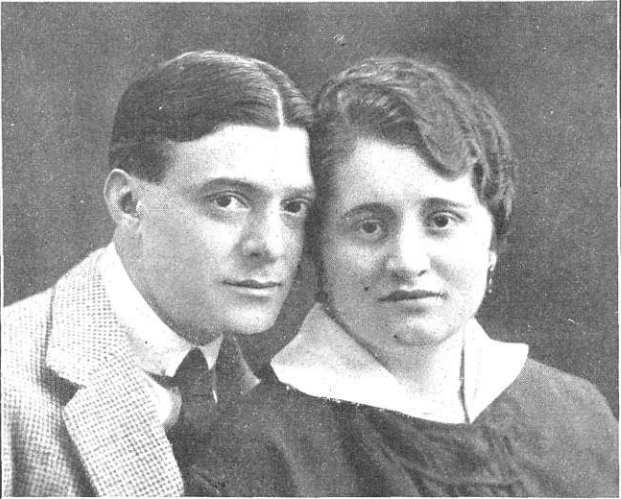
Eduardo Arcos Puch, «El Rey de los Ladrones», y Leonor Fioravanti en 1916

Entre 1905 y 1910 se realizaron por Europa una serie de robos de guante blanco en hoteles de lujo, de los que desaparecían joyas. Los periódicos llamaban al ladrón «Eddy», «El Rey de los Ladrones», «Fantomas», «el Fantasma», y la policía lo conocía por los apodos «el Aviador», «el Piloto» y «el Marquesito». Su nombre real era Eduardo Arcos Abati o Eduardo Arcos Puch, de origen español, posiblemente de Palma de Mallorca, pero incierto, ya que hablaba español de España, mallorquín, inglés con acento de Nueva York, alemán, francés e italiano. Un gran actor, su modus operandi era seducir a mujeres ricas para que le dieran su número de habitación, luego, con una ganzúa, abría las puertas y reventaba las cajas de seguridad, llevándose el contenido.
Tras casarse con la argentina Leonor Fioravanti y tener un hijo, Eduardo, Arcos Abati decidió asentarse en Madrid en 1916 para huir de la Guerra. Tras ser detenido por una denuncia derivada de un juego de cartas, el matrimonio llamó la atención de Fernández-Luna, que pronto envió fotos en busca de información a comisarías de Barcelona, Bilbao y Zaragoza. De vuelta llegó la información de que una persona de aspecto similar tenía 50 causas abiertas por robo y que existían indicios de robos de joyas en Berlín y Montevideo. Detuvieron a Arcos Abati en septiembre de 1916, pero se escapó de los juzgados; según el relato de Arcos Abati, tras esperar varias horas a que alguien le atendiera en el juzgado, salió andando por la puerta tranquilamente. Volvió a ser detenido tres días después en la casa de huéspedes en la que dormía, aunque a la mujer hubo que buscarla en una segunda casa de huéspedes, donde también encontraron cuatro maletas de «Eddy»; otras cinco fueron recuperadas en una casa de empeños.
Desgraciadamente no se encontraron otras pruebas de su implicación en los robos que los instrumentos de la profesión —la pinza-ganzúa que abría las puertas con enorme facilidad fue encontrada en un hotel de San Sebastián, en el colchón de la habitación de Arcos Abati, gracias a las pesquisas de Fernández-Luna. Muchas de las afectadas no quisieron denunciar sus robos para no generar un escándalo y ver comprometida su posición social o familiar. Arcos Abati solo pasó unos meses en la cárcel y pudo salir en libertad poco después. Sin embargo, su identidad ya era conocida y su carrera como ladrón de guante blanco llegó a su fin. En 1917 se retiró a Portugal, donde se ganaba la vida haciendo un espectáculo de escapismo. Durante la II Guerra Mundial parece que colaboró con el servicio secreto británico. Falleció en 1960 en Nueva York.

### El crimen del capitán Sánchez
Uno de los asesinatos más sonados de 1913 fue el «crimen del capitán Sánchez». Ese año desapareció Rodrigo Jalón, un viudo de buena posición. Fernández-Luna, encargado de la investigación, pronto descubrió a la amante de Jalón, una hermosa joven, hija del militar Manuel Sánchez López, «un hombre hosco y violento, aficionado al juego y amenazado por las deudas». En una detallada investigación de los alrededores de la casa de Jalón, se descubrieron en las cloacas restos humanos, gracias a lo que se consiguió una orden de registro del domicilio. Tras una pared falsa, encontraron diversos objetos pertenecientes a la víctima. Los asesinos habían cortado y quemado la cabeza de la víctima en la chimenea y, tras trocear el cuerpo, habían arrojado los trozos al retrete.

### El robo del Tesoro del Delfín

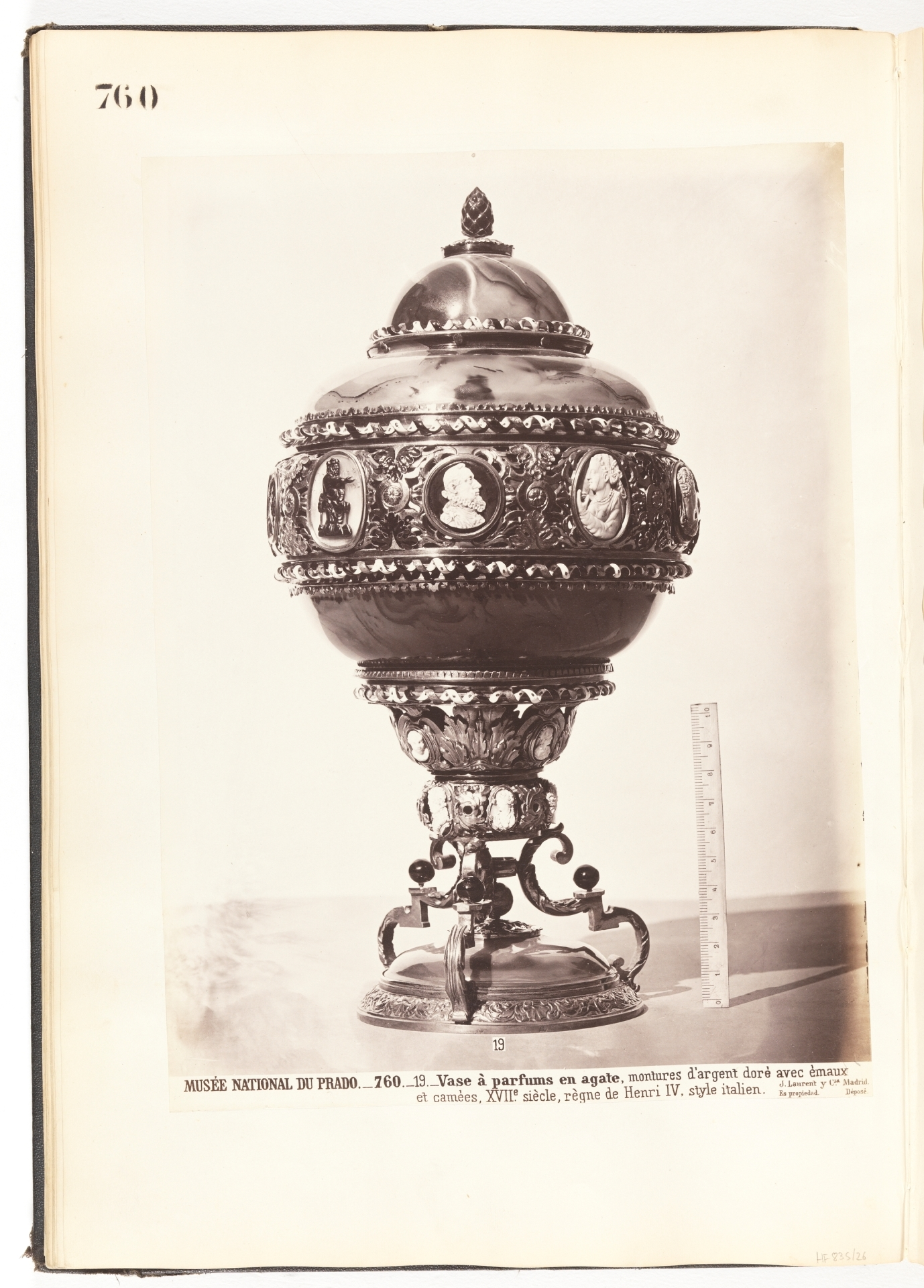
Vaso para perfumes de ágata. Pieza robada en 1918 de la que solo se conservan algunos camafeos. Fotografía realizada hacia 1879 por Jean Laurent.

El 20 de septiembre de 1918, el pintor José Villegas Cordero descubrió al realizar el inventario del tesoro del Delfín en el museo del Prado que faltaban algunas piezas y otras habían sido severamente dañadas. Más tarde se supo que la denuncia había sido realizada por el oficial de secretaría y que ya hacía dos meses que uno de los celadores, Anselmo Arribas, había informado al conserje que creía que faltaban algunas piezas. El conserje respondió encogiéndose de hombros. Las acusaciones de negligencia desde la prensa fueron tan intensas, que el patronato tuvo que dimitir.
Cuando llegó Fernández-Luna, lo primero que hizo fue cerrar el área y tomar huellas dactilares en la vitrina. Al día siguiente ya se había identificado a Rafael Coba, que había trabajado en el Museo de Pinturas entre 1917 y 1918, como principal sospechoso. En menos de un mes se descubrió una de las piezas en una casa de empeños: había sido empeñada por 150 pesetas. El 12 de octubre se detuvo a Rafael Coba. También se detuvo a Alejandro Varela, Daría Fernández y Félix Velloso, otros trabajadores del museo. En el juicio, que se celebró del 15 al 20 de noviembre de 1920, el jurado declaró la «inculpabilidad» de todos los acusados a excepción de Coba, que fue condenado a seis meses, pero fue liberado inmediatamente porque ya los había cumplido en prisión preventiva. En total, Coba no había conseguido más de 3.000 pesetas por sus esfuerzos.
El robo, el juicio tan poco severo y el hecho de que no se pudieran recuperar todas las piezas, provocaron un escándalo de tal medida que el director del museo, Villegas Cordero, y el subdirector, José Garnelo, tuvieron que dimitir.

### El crimen de «El Federal»
En 1919 desapareció José Delgado Guzmán, apodado «El Federal», un vendedor del Rastro, que se dedicaba a la compraventa de maquinaria, incluidos los automóviles, y componentes. El hijo, José Delgado, denunció la desaparición a la policía y Fernández-Luna, como jefe de la Brigada de Investigación Criminal, se encargó del caso. Su padre había partido el 19 de enero en dirección a Galicia con 10 000 duros para la compra de maquinaria de una antigua destilería de Padrón.
Tras una intensa investigación en Galicia, por un agente de la Brigada enviado a propósito, y en Madrid, Fernández-Luna identificó gracias a su fichero a dos delincuentes recientemente salidos de la cárcel: Antonio Expósito, «el Gallego», y posiblemente su compañero de celda, Nicolás Rodríguez, «Valentón». Se procedió a detener en Viveros (Albacete) a Nicolás Rodríguez, que había acudido a su pueblo a tallarse para el sorteo de quintos. El «Valentón» acabó por confesar el crimen: Expósito, Rodríguez y un tercero, Antonio Fernández Vila, «Marracú», habían organizado una estafa en torno a una imaginada destilería en Padrón para desvalijar a «El Federal». Cuando «El Federal» desconfió e hizo amago de irse, «Marracú» le dio un martillazo en la cabeza. Gracias a la confesión se encontró el cadáver de «El Federal» en un pozo de La Roda (Albacete), lejos de los últimos indicios.
«Marracú» había huido a Cuba tras asesinar a «el Gallego», luego se dirigió a México y Estados Unidos, y no pudo ser detenido hasta tiempo después, cuando fue extraditado de Portugal. Falleció en prisión preventiva. Nicolás Rodríguez, «Valentón», fue absuelto por falta de pruebas.

## Trabajo como detective privado

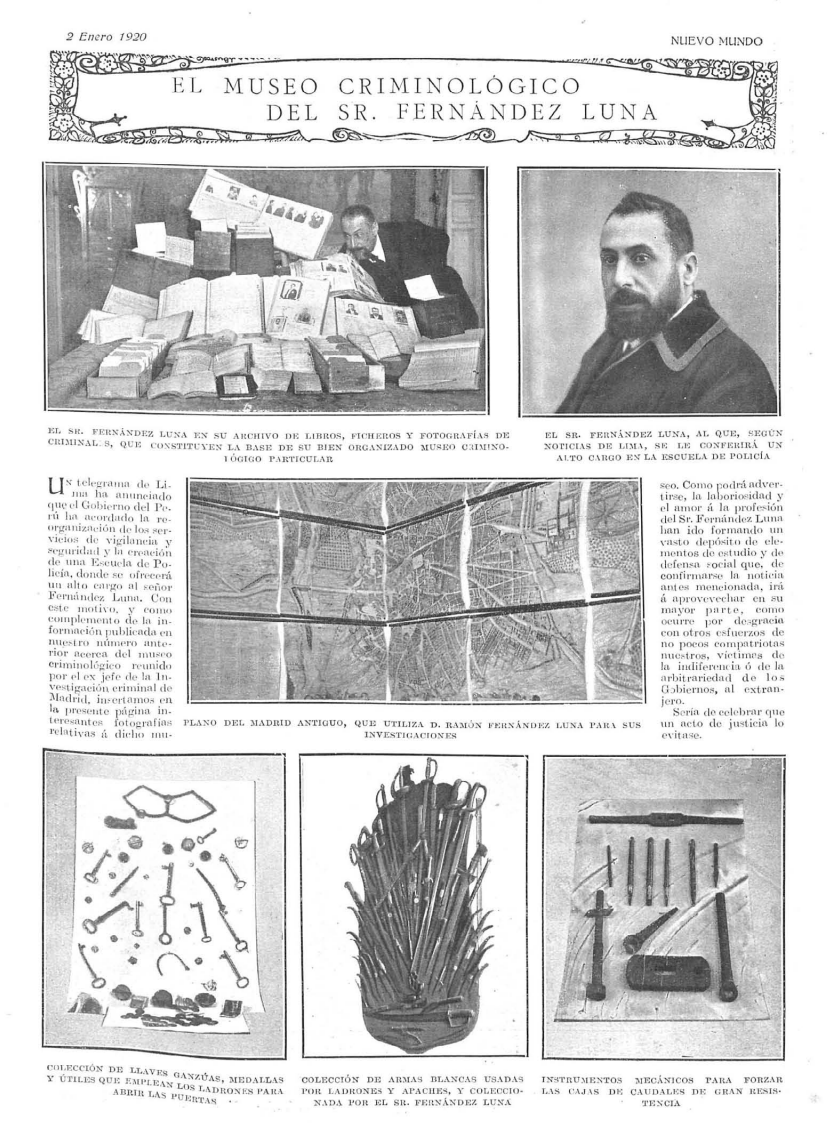
Artículo del Heraldo de Madrid del 3 de enero de 1920 mostrando del Museo criminológico de Fernández-Luna.

Ya en 1919 Fernández-Luna había comenzado a trabajar como «policía particular», ofreciéndose para «gestiones e informaciones privadas». Tras su vuelta a la policía en 1921 y su paso por Barcelona, en 1923, a los 57 años, fue jubilado por «imposibilidad física». En realidad fue víctima de la política, ya que Fernández-Luna, como liberal, no tenía encaje en la dictadura de Primo de Rivera.
Sin embargo, Fernández-Luna se mantuvo activo: fundó el Instituto Fernández Luna, en el que se daban clases preparatorias para el ingreso en la policía y se gestionaba una agencia de detectives. No fue la primera agencia de detectives en España, ya que en Barcelona se habían fundado la Agencia «Internacional» (1907) y American Office (1908) y en Madrid, La Protectora (1913) y la Oficina Internacional de Detectives (1913).
Ramón Fernández-Luna falleció el sábado 2 de marzo de 1929. 

## Obra e influencia posterior
En 1918 publicó Proyecto de Escuela de Reforma: El Estado, en su misión tutelar para evitar la criminalidad, prostitución y mendicidad, un folleto en el que defendía la creación de «colonias agrícolas» en las que los delincuentes pudiesen rehacer sus vidas, ganar algo de dinero y aprender un oficio.
La figura de Fernández-Luna ha servido de inspiración a diversas obras de ficción. Entre ellas, el libro El caso del mago ruso (2014) de José María Fernández-Lunay la serie Víctor Ros de TVE. También aparece en Todo lo oye, todo lo ve, todo lo sabe: La extraordinaria aventura de los primeros detectives (2020) de José Luis Ibáñez, una historia de los primeros detectives privados en España.